# Toshiaki Haji
Toshiaki Haji (羽地 登志晃 Haji Toshiaki?, nacido el 28 de agosto de 1978 en Osaka) es un exfutbolista japonés. Jugaba de delantero y su último club fue el Tokushima Vortis de Japón.

## Trayectoria

### Clubes
| Club                 | País  | Año         |
| -------------------- | ----- | ----------- |
| Cerezo Osaka         | Japón | 2000 - 2002 |
| Sagawa Express Osaka | Japón | 2002        |
| Montedio Yamagata    | Japón | 2003        |
| JEF United Ichihara  | Japón | 2004        |
| Kashiwa Reysol       | Japón | 2004        |
| Tokushima Vortis     | Japón | 2005 - 2007 |
| Ventforet Kofu       | Japón | 2007 - 2008 |
| Tokushima Vortis     | Japón | 2009 - 2010 |